# Starman (film)
Starman è un film del 1984 diretto da John Carpenter e interpretato da Jeff Bridges e Karen Allen.
La pellicola ha ispirato una serie televisiva omonima nel 1986 interpretata da Robert Hays e Christopher Daniel Barnes. Per la sua interpretazione Jeff Bridges fu candidato all'Oscar come miglior attore protagonista.

## Trama
Dopo aver intercettato la sonda spaziale Voyager 2, lanciata nello spazio oltre il sistema solare nel 1977 con alcuni messaggi di saluto da parte dei terrestri, un alieno parte per il pianeta Terra. Ma poco prima dell'arrivo viene attaccato da alcuni militari ed è obbligato ad un atterraggio di fortuna, riportando seri danni alla propria astronave. Abbandonato il relitto, si mette alla ricerca di una forma di vita con cui interagire, finché, esplorata tutta la zona circostante, giunge a casa di Jenny Hayden, una giovane donna afflitta dalla morte del marito Scott, avvenuta pochi mesi prima in un incidente. Tramite una sorta di clonazione, attraverso l'analisi delle foto e dei capelli, l'alieno assume le sembianze dell'uomo defunto e, presentatosi di fronte a Jenny, la trascina nella sua macchina e le chiede di condurlo a Winslow in Arizona. La donna è terrorizzata dalla presenza dell'essere, pensando abbia cattive intenzioni, e per non innervosirlo gli obbedisce.
Durante il tragitto Jenny cerca di fuggire, ma Starman, ricorrendo ad alcune sfere d'energia con le quali esercita i suoi poteri, riesce a fermarla. Pensando allora di non avere via di scampo, la donna gli chiede di ammazzarla subito, convinta che lo farebbe comunque più avanti; ma l'alieno la fissa intensamente con occhi spaesati dicendole di non volerle fare del male. Jenny capisce così che l'essere non è cattivo, si tranquillizza e insieme continuano il viaggio finché Starman si decide a spiegarne il motivo: a mezzogiorno di due giorni dopo, la sua astronave madre verrà a riprenderlo al Meteor Crater dell'Arizona per riportarlo a casa, e se in quel momento non sarà lì presente, morirà. Sentendo queste parole, Jenny si impietosisce e comincia a nutrire simpatia per l'alieno, che comunque è il clone del marito e glielo ricorda continuamente tutte le volte che lo guarda. Quando poi durante una sosta in una stazione di servizio, lo osserva mentre riporta in vita un cervo grazie ad una delle sue sfere di energia, decide irrevocabilmente di aiutarlo a compiere la sua missione.
Nel frattempo una squadra di militari guidati da George Fox e Mark Shermin si mette sulle tracce di Starman, convinti che Jenny sia stata rapita da lui. Entrambi vengono presto localizzati, e durante la fuga, Jenny viene colpita accidentalmente da uno dei due poliziotti che la inseguono, morendo sul colpo. Starman allora, ricorre nuovamente alle sue sfere, prima per far esplodere la macchina facendo perdere le sue tracce, e poi, una volta fuggito lontano, per curare le ferite di lei e riportarla in vita.
Rimasti senza mezzo di trasporto, continuano il viaggio a bordo di un treno merci, dove i due trascorrono dei momenti d'amore. Più tardi, Starman fa a Jenny una confidenza: durante la notte le ha donato un bambino, spiegandole che sarà umano e figlio del suo defunto marito. La donna rimane sbalordita, essendo sterile, e piena di felicità abbraccia l'alieno accettando il regalo che le ha fatto.
Dopo aver viaggiato tutta la notte, ormai nei pressi del Meteor Crater, si fermano ad un bar, quando ad un tratto la squadra di militari che li pedinava li raggiunge, bloccandoli sul posto. Di lì a poco arriva Mark Shermin, che ha il compito di catturare l'alieno per consegnarlo a George Fox e farlo analizzare, ma quando Jenny gli spiega che Starman ha solo poche ore di vita se non farà ritorno sul suo pianeta, si impietosisce e decide di lasciarli andare con una scusa.
Starman e Jenny riescono così a raggiungere finalmente il cratere, dove a momenti dovrebbe arrivare l'astronave. A un tratto sopraggiunge una squadra di elicotteri da guerra diretti verso di loro: George Fox ha liquidato Mark Shermin e preso il comando della missione per catturare l'alieno. Impauriti, i due si rifugiano nel cratere mentre i militari sparano per costringerli a fermarsi. Fortunatamente di lì a poco arriva l'astronave, che li salva avvolgendoli in una fitta nebbia.
Per i due protagonisti è giunto il momento di salutarsi per sempre. Jenny, non volendo separarsi da lui, gli chiede di portarla con sé, ma Starman le risponde che non può venire sul suo pianeta, perché là non riuscirebbe a sopravvivere. Si scambiano quindi un bacio d'addio, poi lui le consegna l'ultima sfera d'energia che gli è rimasta, dicendole di conservarla per il bambino che aspetta da lui, perché lui un giorno saprà come usarla.

## Produzione
La fase di produzione di Starman è durata cinque anni. La sceneggiatura originale di Bruce A. Evans e Raynold Gideon è stata acquistata dalla Columbia Pictures sotto urgente richiesta del produttore esecutivo Michael Douglas, poco prima di acquisire i diritti di Night Skies di Steven Spielberg. Lo sceneggiatore Dean Riesner è entrato nel progetto nel finire del 1981, dopo l'abbandono da parte del regista Mark Rydell a causa di divergenze creative con Douglas. Riesner ha lavorato su sette riscritture della sceneggiatura, con sei diversi registi, senza però essere accreditato su schermo, in quanto, secondo lui, «la Gilda dei Registi, nella sua infinita saggezza, ha deciso che non ho contribuito al 50% della sceneggiatura». Altri sceneggiatori non accreditati sono Edward Zwick e Diane Thomas. In seguito, la Columbia decise di abbandonare Night Skies, il quale aveva una trama troppo simile a Starman. Mentre il primo film era indirizzato ad un pubblico infantile, il secondo era un progetto per un pubblico più maturo. Night Skies sarebbe stato poi ribattezzato E.T. l'extra-terrestre, diventando il più grande successo commerciale di quel periodo.
Secondo Riesner, i produttori erano molto preoccupati a causa degli incassi di E.T., pensando che Starman (del quale Riesner stava riscrivendo la sceneggiatura) fosse troppo simile. Adrian Lyne ha brevemente lavorato al progetto, prima di andare a dirigere Flashdance per la Paramount. È stato inizialmente rimpiazzato da John Badham, il quale, dopo aver visto E.T. decise di lasciare il progetto e andare a dirigere WarGames, a causa della similarità dei due film. Reisner venne così incaricato di riscrivere nuovamente la sceneggiatura, conservandone lo spirito ma differenziandolo da E.T. In questo processo si susseguirono altri due registi, Tony Scott e Peter Hyams, per poi terminare con John Carpenter. Mentre Scott era più interessato al lato stilistico che narrativo, e Hyams voleva un approccio più fantascientifico, Carpenter, enfatizzò il rapporto tra i due protagonisti, evidenziandone le differenze comportamentali.
Alcune parti del film sono state girate a Monument Valley, nello Utah.

## Colonna sonora
La colonna sonora è composta da Jack Nitzsche, eccetto All I Have to Do Is Dream scritta da Felice and Boudleaux Bryant
1. Jenny shot
2. Here come the helicopters
3. Honeymoon
4. Road block
5. Do you have somebody?
6. Pickup truck
7. What's it like up there?
8. All I have to do is dream - Jeff Bridges / Karen Allen
9. Lifting ship
10. I gave you a baby
11. Morning military
12. Define love
13. Balls
14. Starman leaves / End titles

## Distribuzione
Il film è stato distribuito nelle sale americane il 14 dicembre 1984, mentre in Italia è stato distribuito a maggio 1985 dalla CEIAD.

## Accoglienza

### Incassi
Lanciata al cinema lo stesso mese di altre due pellicole di fantascienza, Dune di David Lynch e 2010 - L'anno del contatto di Peter Hyams, Starman ha incassato nei soli Stati Uniti 28744356 $.

### Critica
Il film è stato accolto positivamente da critica e pubblico, ottenendo sull'aggregatore di recensioni Rotten Tomatoes un punteggio pari all'85% da parte della critica e al 69% da parte dell'audience, mentre l'aggregatore Metacritic assegna al film un punteggio del 70% per la critica e di 8,2/10 per il pubblico. Il sito ilcineocchio.it lo definisce «una storia d'amore sci-fi atipica per il regista, ma riuscita» scrivendo che la «regia di John Carpenter è abile, di grande mestiere soprattutto nella commistione tra gesti e abitudini quotidiane ed effetti speciali».

## Candidature
- 1985 - Premio Oscar
  - Nomination Miglior attore a Jeff Bridges
- 1985 - Golden Globe
  - Nomination Miglior colonna sonora a Jack Nitzsche
  - Nomination Miglior attore a Jeff Bridges